# Esphalmenus ecarinatus
Esphalmenus ecarinatus – gatunek skorka z rodziny Pygidicranidae i podrodziny Esphalmeninae.
Gatunek ten opisany został w 1973 roku przez Alana Brindle’a.
Skorek o ciele długości od 8,5 do 9,5 mm, ubarwionym czarno z ciemnobrązowymi czułkami. Odnóża są żółtawobrązowe lub ciemniejsze, przy czym uda zawsze są przyciemnione. Głowa i przedplecze pozbawione są punktowania. Punktowanie na tergitach odwłoka od drugiego do piątego jest delikatne, a na tych od szóstego do dziewiątego silniejsze. U samca tylny brzeg przedostatniego sternitu odwłoka nie jest u wierzchołka wcięty. Samica ma stosunkowo fuże pygidium o trójkątnym kształcie i tępym wierzchołku. Przysadki odwłokowe (szczypce) samca mają 3 mm długości, łukowaty kształt i grzbietową powierzchnię z listewką, ale bez wyrostka. Przysadki odwłokowe samicy mają 2,25 mm, falisty kształt i są dość szeroko odseparowane.
Owad afrotropikalny, endemiczny dla Południowej Afryki, znany tylko z Gór Smoczych.